# Regierungsrat (Solothurn)
Der Regierungsrat des Kantons Solothurn ist die oberste leitende und vollziehende Behörde des Kantons Solothurn. Er ist für die Führung der kantonalen Verwaltung, die Umsetzung der Gesetze und die strategische Ausrichtung der kantonalen Politik verantwortlich.

## Organisation
Die Organisation und Aufgaben des Regierungsrates werden in der Kantonsverfassung definiert. Sie sieht vor, dass der Regierungsrat aus fünf Mitgliedern besteht, die als Kollegialbehörde agieren. Jedes Mitglied steht einem oder mehreren Departementen vor, welche die kantonale Verwaltung bilden. Die Staatskanzlei fungiert als zentrale Stabsstelle für den Regierungsrat und den Kantonsrat. Sie hat eine dem Departement gleichgestellte Stellung.
Der Regierungsrat wählt jährlich aus seiner Mitte den Landammann (Regierungspräsident) und dessen Stellvertretung (Vize-Landammann). Der Landammann koordiniert die Regierungsgeschäfte und kann in dringlichen Fällen vorsorgliche Entscheide treffen.

### Aufgaben
Gemäss der Kantonsverfassung und dem Regierungs- und Verwaltungsorganisationsgesetz hat der Regierungsrat insbesondere folgende Aufgaben:
- Leitung der Verwaltung und Aufsicht über die Träger öffentlicher Aufgaben (ausgenommen Gerichte)
- Umsetzung von Verfassungs- und Gesetzesbestimmungen
- Erlass von Verordnungen auf gesetzlicher Grundlage
- Planung der staatlichen Tätigkeiten (Legislaturplan, Aufgaben- und Finanzplan)
- Wahrung der öffentlichen Ordnung und Sicherheit
- Vertretung des Kantons nach innen und aussen
- Abschluss von Verwaltungsvereinbarungen und Staatsverträgen im Rahmen seiner Zuständigkeit
- Wahrnehmung von Finanzbefugnissen, wie die Beschlussfassung über Ausgaben bis zu bestimmten Höchstbeträgen

### Wahl
Die Mitglieder des Regierungsrates werden alle vier Jahre vom Volk des Kantons Solothurn in allgemeiner Wahl gewählt. Voraussetzung ist das aktive Stimmrecht auf kantonaler Ebene. Die Wahl erfolgt nach dem Majorzsystem.
Das Volk hat gemäss Kantonsverfassung zudem das Recht, den Regierungsrat mittels Volksabstimmung vorzeitig abzuberufen. Eine entsprechende Volksabstimmung wird durchgeführt, wenn innerhalb von sechs Monaten mindestens 6000 gültige Unterschriften gesammelt werden.

## Mitglieder
Der Regierungsrat setzt sich aktuell aus fünf gewählten Regierungsrätinnen und -räten zusammen.
| Name                   | Departement                               | Partei    | Im Amt seit |
| ---------------------- | ----------------------------------------- | --------- | ----------- |
| Sandra Kolly-Altermatt | Bau- und Justizdepartement                | Die Mitte | 2021        |
| Susanne Schaffner      | Departement des Innern                    | SP        | 2017        |
| Peter Hodel            | Finanzdepartement                         | FDP       | 2021        |
| Mathias Stricker       | Departement für Bildung, Kultur und Sport | SP        | 2025        |
| Sibylle Jeker-Fluri    | Volkswirtschaftsdepartement               | SVP       | 2025        |

Bei den Regierungsratswahlen 2025 wurde der Regierungsrat für die nächste Amtsperiode neu zusammengesetzt. Die SVP hat den Einzug in die Kantonsregierung erstmals geschafft, die SP ist mit zwei Sitzen die stärkste Kraft in der Regierung. Gleichzeitig verloren mit dem Austritt von Brigit Wyss aus der Regierung die Grünen ihren vor acht Jahren erstmals gewonnenen Sitz wieder zugunsten der SP.
| Name                   | Partei    | Status | Stimmenzahl |
| ---------------------- | --------- | ------ | ----------- |
| Sandra Kolly-Altermatt | Die Mitte | bisher | 32’559      |
| Susanne Schaffner      | SP        | bisher | 31’364      |
| Sibylle Jeker          | SVP       | neu    | 31’270      |
| Peter Hodel            | FDP       | bisher | 28’598      |
| Mathias Stricker       | SP        | neu    | 26’620      |